# Alexander Kosenkow
Alexander Kosenkow (* 14. März 1977 in Tokmok, Kirgisische SSR, UdSSR) ist ein deutscher Leichtathlet kirgisistandeutscher Herkunft, der seit Mitte der 1990er Jahre als 100- und 200-Meter-Läufer erfolgreich ist.
Alexander Kosenkow startet seit 1997 für den TV Wattenscheid 01 Leichtathletik. Er hat bei einer Größe von 1,78 m ein Wettkampfgewicht von 74 kg.

## Sportliche Karriere
1991 kam Alexander Kosenkow, dessen Mutter Kirgisistandeutsche ist, als Aussiedler nach Deutschland und fand in Neuenkirchen-Vörden eine neue Heimat.
1995, 1997 und 1999 war er mit der deutschen 4-mal-100-Meter-Staffel Bronzemedaillengewinner bei den Junioreneuropameisterschaften.
Insgesamt nahm Kosenkow an sechs Weltmeisterschaften teil: 2001 in Edmonton, 2003 in Paris, 2005 in Helsinki, 2007 in Osaka, 2009 in Berlin und 2015 in Peking. Als Mitglied der deutschen Sprintstaffel erreichte er 2005 Platz sieben, 2007 Platz sechs und 2015 Platz vier. Bei den IAAF World Relays 2015 in Nassau, den inoffiziellen Staffelweltmeisterschaften, errang er mit der 4-mal-200-Meter-Staffel die Bronzemedaille.
Fünf Mal war Kosenkow bei Europameisterschaften am Start: 2002 in München, 2006 in Göteborg, 2010 in Barcelona, 2012 in Helsinki und 2014 in Zürich. 2002 war er Mitglied der deutschen Staffel, die in der Besetzung Ronny Ostwald, Marc Blume, Kosenkow und Christian Schacht den vierten Platz in 38,88 s belegte. Im Jahr 2006 wurde diese Staffel nachträglich mit der Bronzemedaille geehrt, da die britische Staffel wegen des Dopingfalls um Dwain Chambers disqualifiziert wurde. 2010 errang er zusammen mit Tobias Unger, Marius Broening und Martin Keller in der Staffel mit einer Zeit von 38,44 s ebenfalls die Bronzemedaille. Bei den europäischen Titelkämpfen 2012 holte Kosenkow gemeinsam mit Julian Reus, Tobias Unger und Lucas Jakubczyk die Silbermedaille. In der gleichen Besetzung verbesserten sie am 27. Juli 2012 den 30 Jahre alten deutschen Rekord auf 38,02 s. Bei den Europameisterschaften 2014 in Zürich gewann er in der Staffel zusammen mit Reus, Sven Knipphals und Jakubczyk in 38,09 s erneut Silber.
Bei den Olympischen Spielen 2004 in Athen scheiterte Kosenkow mit der Staffel im Vorlauf. Im 100-Meter-Lauf erreichte er mit 10,28 s das Viertelfinale, wo er mit 10,24 s ausschied. Vier Jahre später erreichte er bei den Olympischen Spielen 2008 in Peking mit der Staffel das Finale und belegte dort den fünften Platz. Ein paar Jahre später wurde dieser Staffel in der Besetzung mit Tobias Unger, Till Helmke und Martin Keller der vierte Platz zugesprochen, da die jamaikanische Staffel wegen des Dopingfalls um Nesta Carter nachträglich disqualifiziert wurde.
Kosenkow war 2001 in Stuttgart Deutscher Meister über 200 Meter und 2003 in Ulm über 100 Meter. 2007 errang er in Erfurt den deutschen Meistertitel über 100 Meter. 2010 war Kosenkow der schnellste über 100 Meter bei den Meisterschaften in Braunschweig. In der Halle war Kosenkow drei Mal Deutscher Meister über 200 Meter. Mehr als 20 Goldmedaillen gewann er mit der Staffel von TV Wattenscheid 01 über 4-mal 100 und 4-mal 200 Meter.
Seine Bestzeit von 10,14 s über 100 Meter stellte er bei einem Meeting in Leverkusen im Jahr 2003 auf. Seine Bestzeit über 200 Meter von 20,43 s lief er 2009 in Ulm im Alter von 32 Jahren.
Kosenkow ist auch in den Altersklassen noch aktiv. 2016 lief er als 39-jähriger mit 10,22 s die drittbeste 100-Meter-Zeit seiner Karriere, In diesem Jahr qualifizierte er sich als Staffelläufer für seine vierten Olympische Spiele in Rio de Janeiro, bei denen er aber nicht zum Einsatz kam.
2019 wurde er als 42-jähriger über 200 Meter Westfälischer Hallenmeister. Im gleichen Alter lief er diese Strecke in 21,47 s unter dem Hallendach in Leipzig so schnell war kein Mensch auf dieser Welt mit über 40 Jahren. Im Sommer 2022 lief er in der Altersklasse U45 in Minden mit 21,65 s einen neuen Weltrekord über 200 Meter und mit 10,75 s einen neuen Europarekord über 100 Meter. Im Januar 2023 lief er in dieser Altersklasse mit 22,30 s einen neuen Hallenweltrekord über 200 Meter.
Seit März 2019 fungiert Kosenkow als Guide für den sehbehinderten Sprinter Marcel Böttger. Bei den Weltmeisterschaften 2019 in Dubai über 100 Meter erreichten sie in 11,10 s den 7. Platz. Bei den Paralympischen Spielen 2021 in Tokio nahmen sie über 100 Meter in der Klasse T12 teil, wo sie nach einer Zeit von 11,07 s disqualifiziert wurden, da ihnen kurz vor dem Ziel das Verbindungsband aus den Händen gerutscht war. 2021 wurden sie bei den Europameisterschaften in Bydgoszcs Vierte über 100 Meter.

## Persönliche Bestzeiten
- 60 Meter: 6,62 s (2000)
- 100 Meter: 10,14 s (2003)
- 200 Meter: 20,43 s (2009)
- 200 Meter (Halle) 20,65 s (2011)
- 4 × 100 Meter: 38,02 s
- U45 100 Meter: 10,75 s (Europarekord)
- U45 200 Meter: 21,65 s (Weltrekord)

## Erfolge

### International
- 1995: Dritter der Junioren-EM 4 × 100 m
- 1997: Dritter der U23-EM 4 × 100 m
- 1999: Dritter der U23-EM 4 × 100 m
- 2002: EM-Dritter 4 × 100 m
- 2005: WM-Siebter 4 × 100 m
- 2006: EM-Fünfter 4 × 100 m
- 2007: WM-Sechster 4 × 100 m
- 2008: Olympiavierter 4 × 100 m
- 2010: EM-Dritter 4 × 100 m
- 2012: EM-Zweiter 4 × 100 m
- 2014: EM-Zweiter 4 × 100 m
- 2015: WM-Vierter 4 × 100 m

### National
- 2001: Deutscher Meister 200 m, 2. Deutsche Meisterschaften 100 m
- 2003: Deutscher Meister 100 m
- 2007: Deutscher Meister 100 m, Deutscher Hallenmeister 200 m
- 2009: 2. Deutsche Meisterschaften 200 m, Deutscher Hallenmeister 200 m
- 2010: Deutscher Meister 100 m, Deutscher Hallenmeister 200 m
- 2013: 6. Deutsche Meisterschaften 200 m
- 2014: 3. Deutsche Meisterschaften 200 m
- 2015: 5. Deutsche Meisterschaften 200 m
- 2016: 5. Deutsche Meisterschaften 100 m